# Bandeira de Itaí
Bandeira do município de Itaí, a bandeira é composta de um losango branco ao centro e tem em seu fundo a cor azul, o azul da bandeira reprsenta a abundância de rios no município.